# Научно-исследовательский институт ядерной физики имени Д. В. Скобельцына
Научно-исследовательский институт ядерной физики имени Д. В. Скобельцына Московского государственного университета имени М. В. Ломоносова (НИИЯФ МГУ) — один из крупнейших научно-исследовательских институтов МГУ, являющийся базой подготовки студентов и аспирантов физического факультета МГУ по направлениям ядерной, атомной физики, физики космоса.
НИИЯФ МГУ является известным в России и за рубежом научно-учебным центром, интегрированным в образовательный процесс МГУ. Эта интеграция осуществляется благодаря связи НИИЯФ МГУ с Отделением ядерной физики (ОЯФ) физического факультета МГУ. НИИЯФ МГУ и ОЯФ физического факультета МГУ, по сути дела, это единый научно-педагогический коллектив.
Директор института является одновременно и заведующим ОЯФ физфака МГУ.

## История института
В конце 1945 г. И. В. Курчатов и Д. В. Скобельцын выступили с инициативой организации учебно-научного центра в МГУ для подготовки специалистов по ядерной физике для работ по советскому атомному проекту, в котором учёба должна быть связана с научной работой на собственной современной научно-исследовательской базе.
В 1946 г. в Московском университете во исполнение Специального постановления Совнаркома СССР был образован институт физики атомного ядра МГУ. До 1957 г. в открытых документах он назывался «Второй научно-исследовательский физический институт МГУ» (НИФИ-2 МГУ). В 1957 г. НИФИ-2 МГУ был переименован в научно-исследовательский институт ядерной физики МГУ.
В 1993 г. НИИЯФ МГУ было присвоено имя его основателя академика Д. В. Скобельцына.
В настоящее время НИИЯФ МГУ является крупным центром ядерно-физических исследований и подготовки научных кадров. Из около 400 научных сотрудников 98 имеют ученую степень доктора наук, 275 — кандидата наук, 46 докторов наук имеют звание профессора.

## Руководители НИИЯФ и ОЯФ
- академик АН СССР Дмитрий Владимирович Скобельцын (1946—1960)
- академик АН СССР Сергей Николаевич Вернов (1960—1982)
- профессор Игорь Борисович Теплов (1982—1991)
- профессор Михаил Игоревич Панасюк (1992—2020)
- член-корреспондент РАН Эдуард Эрнстович Боос (2020—н. в.)[1]

## Основные направления деятельности института

### Ядерная физика, взаимодействие излучений с веществом, исследование наноструктур
Направления исследований:
- Фундаментальные исследования по физике атомного ядра и ядерных реакций при низких и средних энергиях, классической ß-, γ-спектроскопии. Развитие теории атомного ядра.
- Разработка и создание электронных ускорителей нового поколения.
- Использование пучков γ-квантов и заряженных частиц для исследования материалов, в том числе наноструктурированных.
- Фундаментальные исследования атомных и мезоатомных процессов.
- Разработка новых методов получения радиофармацевтических препаратов.
- Исследование взаимодействий синхротронного, лазерного и радиочастотного излучений с веществом, процессов в наноструктурах.
- Создание баз и банков ядерных данных. Развитие новых информационных технологий в области данных по физике ядра и ядерных реакций.

НИИЯФ МГУ обладает современной экспериментальной базой. Ускорительный комплекс включает ускорители ионов и электронов до нескольких десятков МэВ. Эти ускорители используются для проведения Фундаментальных исследований и прикладных работ по ядерной и атомной физике.
НИИЯФ является единственной организацией на постсоветском пространстве, располагающей широким набором методик ионно-пучкового анализа, включая методику спектрометрии ионов средних энергий для исследований многослойных систем наноэлектроники, методику ионной имплантации и модификации свойств перспективных материалов.
В институте имеется комплекс современного технологического, диагностического и измерительного оборудования, позволяющий изготавливать твердотельные и молекулярные наноструктуры и устройства на их основе, а также исследовать протекающие в них процессы.
Разрабатываются компактные ускорители электронов для радиационных технологий на энергию 1 МэВ и мощность пучка 25 кВт для лучевой терапии на энергию 12 МэВ. В 2010 г. осуществлен физический пуск разрезного микротрона на энергию 55 МэВ.
В Центре данных фотоядерных экспериментов института — участнике сети Центров ядерных данных МАГАТЭ — на основе современных технологий созданы реляционные базы ядерных данных, содержащие информацию обо всех известных стабильных и радиоактивных атомных ядрах, а также ядерных реакций под действием фотонов, нейтронов, заряженных частиц и тяжелых ионов. Эти базы данных являются функциональной частью аналогичной системы мировых баз данных.

### Астрофизика космических лучей и космическая физика
- Исследование галактических и экстрагалактических космических лучей сверхвысоких энергий
- Нейтринная астрофизика
- Исследование излучений от рентгеновских и гамма источников в космосе
- Исследование динамических процессов на Солнце и в гелиосфере
- Исследование радиационной среды и плазменных процессов в околоземном космическом пространстве
- Исследование взаимодействий космических аппаратов с окружающей средой
- Создание теоретических моделей электромагнитных процессов в космическом пространстве

Для изучения физических явлений в межпланетной среде и околоземном космическом пространстве с начала космической эры в институте были разработаны, изготовлены и установлены на 265 космических аппаратах исследовательские приборы, анализ информации с которых позволил глубже познать процессы в космосе. В настоящее время МГУ является единственным университетом, который систематически запускает собственные научно-образовательные спутники. В создании исследовательской аппаратуры для этих спутников НИИЯФ играет ведущую роль.
Институтом совместно с институтами РАН, Росатома и другими научными центрами России введена в строй крупномасштабная установка «Тунка-133» под Иркутском для исследования космических лучей.
Создается Научно-производственный Центр научного приборостроения МГУ на базе НИИЯФ. Он ориентирован на решение задач по созданию оригинальных российских приборов, в том числе для космических исследований.
В НИИЯФ МГУ создана уникальная, полностью автоматизированная система хранения данных, получаемых в ходе научных экспериментов на космических аппаратах. В Центре данных космического мониторинга НИИЯФ МГУ ведется обработка и запись информации в базы данных в режиме реального времени. Интернет-портал Центра данных обеспечивает доступ к данным измерений космической радиации, текущим и историческим, полученным в течение последних 20 лет в ходе космических экспериментов НИИЯФ МГУ. Единая информационная среда позволяет извлекать из базы данных результаты измерений и представлять их в виде таблиц и графиков. Совместно с моделями космической среды, разработанными в НИИЯФ МГУ, базы данных космических экспериментов образуют единую систему космического мониторинга для хранения, обработки, научного анализа и отображения космофизических данных и образовательных программ.
В целях реализации Постановления Правительства РФ по привлечению ведущих ученых в российские вузы в НИИЯФ МГУ в 2011 г. Джорджем Смутом создана лаборатория экстремальной Вселенной.

### Физика высоких энергий
- Исследование глубоко-неупругих ер-взаимодействий на ускорителе HERA (Гамбург, Германия).
- Исследование парного и одиночного рождения топ-кварка и некоторых других процессов на коллайдере Теватрон в эксперименте D0 (FNAL, США).
- Подготовка к исследованиям на Большом адронном коллайдере LHC в ЦЕРН. Участие в экспериментах CMS, ATLAS, LHCb.
- Исследования протон-ядерных и ядро-ядерных взаимодействий на установке СВД-2 (ИФВЭ, Протвино). В частности, исследования околопорогового образования очарованных частиц и поиск экзотических барионов.
- Исследование ядро-ядерных взаимодействий в эксперименте CBM (Дармштадт, Германия).
- Разработка теоретических моделей фундаментальных взаимодействий на основе теории струн, суперсимметричных теорий и теорий в пространстве с дополнительными измерениями.
- Разработка новых автоматизированных методов расчетов характеристик процессов и моделирования ожидаемых событий в условиях реального эксперимента.
- Разработка технологии массового производства кремниевых полупроводниковых сенсоров и создание на их основе детекторов для физики высоких энергий.

Институт ведет работы по созданию нейтринного телескопа на оз. Байкал, детекторов частиц для экспериментов на ускорителях в крупнейших научных центрах России (Институте физики высоких энергий (ИФВЭ, г. Протвино), Объединенном институте ядерных исследований (ОИЯИ, г. Дубна) и Институте теоретической и экспериментальной физики (ИТЭФ, Москва), а также на крупнейших ускорителях в зарубежных научных центрах США, ФРГ и Швейцарии. Исследования ведутся как на собственной методической базе, так и на крупных российских и международных экспериментальных установках. Сотрудники института принимают самое активное участие в работе коллабораций ZEUS  (DESY, Hamburg, Germany), D0  (Fermilab, Chicago, USA), CMS, ATLAS, LHCb, (CERN, Geneve, Switzerland), нейтринных экспериментах OPERA и ANTARES, СВД (ИФВЭ, Протвино, Россия), СМС-МГУ (ОИЯИ, Дубна, Россия).
В НИИЯФ МГУ создан пакет CompHEP — пакет программ, позволяющий автоматически проводить вычисления диаграмм Фейнмана, описывающих процессы взаимодействия элементарных частиц при высоких энергиях. С использованием этого пакета были выполнены уникальные расчеты, которые легли в основу моделирования ряда конкретных экспериментов на коллайдерах Tevatron (FNAL), LEP (CERN), HERA (DESY), LHC (CERN), и широко используются в разработке программ физических исследований на будущих линейных электрон-позитронных и других коллайдерах.
НИИЯФ МГУ участвует в трех крупномасштабных экспериментах на Большом адронном коллайдере. В 2010 г. на нём начались набор и обработка физических данных, полученных при рекордных параметрах сталкивающихся пучков. Наиболее интересными результатами анализа данных экспериментов ожидаются подтверждение основных положений Стандартной модели, включая существование бозона Хиггса, обнаружение новых закономерностей микромира за пределами Стандартной модели, получение дополнительных знаний о происхождении и эволюции Вселенной.

### Развитие информационных технологий
В институте созданы:
- Современная локальная компьютерная сеть с базовыми каналами связи между подразделениями и научными группами пропускной способностью 100 Мбит/с, в некоторых выделенных случаях организованы каналы связи 1 Гбит/с и выше;
- Узел высокоскоростной телекоммуникационной связи с выходом на все российские научно-образовательные сети и мировые компьютерные сети с пропускной способностью на уровне нескольких Гбит/с;
- Центр оперативного и сервисного обслуживания Российской грид-системы РДИГ, являющейся национальным сегментом глобальной грид-инфраструктуры LCC/EGEE, которая осуществляет компьютерное обеспечение более 200 международных научных проектов, важнейшим из которых является Большой адронный коллайдер (ЦЕРН);
- Пилотный полигон грид-системы Национальной нанотехнологической сети (ГридННС), в котором принимают участие ряд научных организаций, ведущих инновационные разработки в нанотехнологической области (МГУ, НИЦ «Курчатовский институт», ОИЯИ, ПИЯФ РАН и др.);
- Центр данных космического мониторинга;
- Центр данных фотоядерных экспериментов, поддерживающий функционирующие в интернете реляционные базы ядерных данных;
- Базы данных, характеризующие результаты научной и учебной деятельности НИИЯФ и ОЯФ;

В 2014 году был запущен созданный НИИЯФ МГУ космический спутник «МКА-ФКИ (ПН2)», впоследствии переименованный в «Вернов».

### Учебная деятельность
Учебные лаборатории НИИЯФ представляют собой уникальные научно-образовательные комплексы, включающие в себя десятки реальных экспериментальных установок, оснащенных современными электронными и компьютерными средствами обработки и отображения информации.
Экспериментальное и методическое обеспечение практикумов является результатом совместной работы коллективов учебных лабораторий кафедр Отделения ядерной физики физического факультета и отделов НИИЯФ.
В настоящее время практикумы НИИЯФ включают около 100 экспериментальных установок, большинство из которых компьютеризировано и включено в локальную вычислительно-информационную сеть. В отличие от физических практикумов большинства российских университетов в практикумах НИИЯФ студенты работают с реальными объектами ядерно-физических исследований (спектральными и радиоактивными источниками, лазерами различных типов), а также имеют возможность выполнять лабораторные работы на ускорителях НИИЯФ.

## Достижения НИИЯФ
За работы, выполненные в НИИЯФ МГУ, 135 научным работникам присвоена ученая степень доктора наук, а свыше 990 сотрудникам, преподавателям ОЯФ и аспирантам присуждена ученая степень кандидата наук. Сотрудники института удостоены 90 правительственных наград. Учеными института сделано 12 зарегистрированных открытий, опубликовано 225 монографий, 350 учебников и учебных пособий, 150 научно-популярных и информационных изданий. Институт издает список публикаций сотрудников НИИЯФ, в котором ежегодно присутствует примерно 1150 наименований научной продукции. В это число ежегодно включается около 500 статей, публикуемых в российских и международных журналах, имеющих высокий импакт-фактор и входящих в список ВАК. Сотрудники института удостоены 3-х Ленинских, 12-ти Государственных премий СССР, 2-х Государственных премий УССР, 2-х премий Совета Министров СССР, 3-х премий Правительства РФ, 3-х премий Ленинского комсомола, 18-ти Ломоносовских премий, 2-х Шуваловских премий.
За годы существования НИИЯФ и ОЯФ на их базе подготовлено свыше 5700 специалистов, из которых свыше 1500 защитили кандидатские и свыше 500 — докторские диссертации. Выпускники ОЯФ внесли достойный вклад в создание ядерного щита страны, всестороннее развитие фундаментальных исследований в области ядерной физики, физики Космоса, физики высоких энергий, атомной физики, нанофизики, квантовой электроники.
Среди выпускников ОЯФ — 21 академик и 21 член-корреспондент АН СССР и РАН.

## Общие сведения о НИИЯФ и ОЯФ
Научная тематика НИИЯФ МГУ входит в число приоритетных направлений программы развития МГУ до 2020 года . Научные исследования проводятся в следующих отделах НИИЯФ:
- Космофизических исследований
- Космических излучений
- Частиц сверхвысоких энергий
- Теоретической и прикладной космофизики
- Экспериментальной физики высоких энергий
- Теоретической физики высоких энергий
- Излучений и вычислительных методов
- Ядерных и космических исследований
- Физики атомного ядра
- Ядерных реакций
- Ядерно-спектроскопических методов
- Электромагнитных процессов и взаимодействия атомных ядер
- Физических проблем квантовой электроники
- Микроэлектроники
- Научно-технической информации
- Оперативного космического мониторинга
- Ядерных исследований

НИИЯФ МГУ является головным исполнителем по нескольким научно-исследовательским и опытно-конструкторским работам, выполняемым в рамках Федеральной космической программы, основных программ Федерального агентства по науке и инновациям и Роспрома.
Поддерживаются широкие международные связи, осуществляемые в рамках 51 долгосрочных научных соглашений в 27 странах мира. НИИЯФ МГУ — один из основных участников реализации Соглашения о сотрудничестве между Правительством РФ и Европейским центром ядерных исследований  (ЦЕРН, Женева). В числе других научных международных центров и национальных лабораторий: NASA (США), МАГАТЭ, ISTC , DESY (Германия), FNAL (США), CNRS (Франция), IMEC (Бельгия), INFN (Италия), LAPP (Франция), TRIUMF (Канада),Институт Макса Планка (Германия), Национальная лаборатория по физике высоких энергий (КЕК, Япония) и многие другие.
В НИИЯФ МГУ функционируют два совета ВАК: совет Д 501.001.77 по защите докторских и кандидатских диссертаций при Московском государственном университете имени М. В. Ломоносова по специальностям — 01.04.16 — физика атомного ядра и элементарных частиц (физико-математические науки), 01.04.20 — физика пучков заряженных частиц и ускорительная техника (физико-математические науки), 01.04.23 — физика высоких энергий (физико-математические науки); совет Д 501.001.45 по защитедокторских и кандидатских диссертаций при Московском государственном университете имени М. В. Ломоносова — 01.04.05 — оптика (физико-математические науки), 01.04.08 — физика плазмы (физико-математические науки).